# Barichneumon bilunulatus
Barichneumon bilunulatus är en stekelart som först beskrevs av Johann Ludwig Christian Gravenhorst 1829.  Barichneumon bilunulatus ingår i släktet Barichneumon och familjen brokparasitsteklar.

## Underarter
Arten delas in i följande underarter:
- B. b. corsator
- B. b. meridiator